# 売れっ子女房
『売れっこ女房』（うれっこにょうぼう）は1979年4月5日から1979年9月27日まで関西テレビで放映されたドラマ。
阪急ドラマシリーズの1つであり、人気漫画家の妻とごく普通のサラリーマンの夫との夫婦生活を描く典型的なホーム・コメディ。出産や嫁姑問題も絡ませながらも明るく乗り切る夫婦の姿を描く。

## キャスト
- 高橋洋子
- 夏夕介
- 三条美紀
- 片平なぎさ